# RIMS4
RIMS4 (англ. Regulating synaptic membrane exocytosis 4) – білок, який кодується однойменним геном, розташованим у людей на довгому плечі 20-ї хромосоми. Довжина поліпептидного ланцюга білка становить 269 амінокислот, а молекулярна маса — 29 329.
| 10         |  | 20         |  | 30         |  | 40         |  | 50         |
| ---------- |  | ---------- |  | ---------- |  | ---------- |  | ---------- |
| MERSQSRLSL |  | SASFEALAIY |  | FPCMNSFDDE |  | DAGDSRRLKG |  | AIQRSTETGL |
| AVEMPSRTLR |  | QASHESIEDS |  | MNSYGSEGNL |  | NYGGVCLASD |  | AQFSDFLGSM |
| GPAQFVGRQT |  | LATTPMGDVE |  | IGLQERNGQL |  | EVDIIQARGL |  | TAKPGSKTLP |
| AAYIKAYLLE |  | NGICIAKKKT |  | KVARKSLDPL |  | YNQVLLFPES |  | PQGKVLQVIV |
| WGNYGRMERK |  | QFMGVARVLL |  | EELDLTTLAV |  | GWYKLFPTSS |  | MVDPATGPLL |
| RQASQLSLES |  | TVGPCGERS  |  |            |  |            |  |            |

A: Аланін

C: Цистеїн

D: Аспарагінова кислота

E: Глутамінова кислота

F: Фенілаланін

G: Гліцин

H: Гістидин

I: Ізолейцин

K: Лізин

L: Лейцин

M: Метіонін

N: Аспарагін

P: Пролін

Q: Глутамін

R: Аргінін

S: Серин

T: Треонін

V: Валін

W: Триптофан

Кодований геном білок за функцією належить до фосфопротеїнів. 
Задіяний у таких біологічних процесах, як транспорт, екзоцитоз, альтернативний сплайсинг. 
Локалізований у клітинних контактах, синапсах.